# One Thing
«One Thing» —en español: «Una cosa»— es una canción interpretada por la boy band británica-irlandesa One Direction, perteneciente a su primer álbum de estudio Up All Night, de 2011. La canción fue escrita por Carl Falk, Rami Yacoub y Savan Kotecha, mientras que su producción musical quedó a cargo de los dos primeros. Se lanzó oficialmente como sencillo el 10 de enero de 2012 a través de la tienda digital iTunes.
La canción contó con un buen recibimiento por parte de la crítica. La revista Sugar Magazine escribió que es divertido como «What Makes You Beautiful» pero intenso como «Gotta Be You». Asimismo, también contó con una buena recepción comercial, en Australia debutó en la posición treinta y dos en la semana del 19 de febrero de 2012, y nueve semanas después alcanzó la número tres, convirtiéndose así en el sencillo mejor posicionado de la banda en el país, solo detrás de «What Makes You Beautiful».
Su vídeo musical fue dirigido por el director Declan Whitebloom y filmado en la ciudad de Londres, Reino Unido. Dicho vídeo obtuvo más de 260 millones de visitas en el sitio web YouTube, así como una nominación a los premios MuchMusic Video Awards 2012 en la categoría de mejor vídeo de un grupo internacional, donde perdió ante «Sexy and I Know It» del dúo LMFAO. Por otro lado, «One Thing» ganó el premio al mejor sencillo británico en los BBC Radio 1 Teen Awards.

## Antecedentes y descripción
La canción se estrenó en la radio británica BBC Radio 1, el 21 de noviembre de 2011. Un día después, en una entrevista con Sugar Scape, la banda confirmó que «One Thing» sería lanzado como el tercer sencillo de su disco debut Up All Night. «One Thing» es una canción de género pop rock escrita por Carl Falk, Rami Yacoub y Savan Kotecha, y producida por los dos primeros. De acuerdo con la partitura publicada en Musicnotes, la pista tiene un tempo allegro de 128 pulsaciones por minuto y está compuesta en la tonalidad re mayor. El registro vocal de los miembros de la banda se extiende desde la nota si3 hasta la re5.

## Recepción

### Comentarios de la crítica
La revista Sugar Magazine denominó al sencillo como «la mezcla perfecta» diciendo que era divertido como «What Makes You Beautiful» pero intenso como «Gotta Be You». Zachary Houle de Pop Matters comparó la melodía del tema con la de «I Want It That Way» de los Backstreet Boys. Jason Lipshutz de Billboard, en su revisión de Up All Night, comentó que «[esta canción] pop rock [está] perfectamente ejecutada, con letras genéricas justificadas por la entrega enérgica de los chicos de 1D. Esta podría estar en la radio durante meses». El sitio CBBC, una división de BBC, le dio cuatro estrellas y media de cinco al sencillo y escribió que: 

«Al igual que su sencillo debut, [esta canción] empieza en silencio con la voz de Liam antes de llegar al masivo estribillo para cantar en grupo: "Get out, get out, get out of my head... and fall into my arms instead!". Definitivamente, esta canción nos hizo tararearla al instante».

### Recepción comercial
En Australia, «One Thing» debutó en la posición treinta y dos en la semana del 19 de febrero de 2012. Nueve semanas después, alcanzó la número tres, convirtiéndose así en el sencillo mejor posicionado de la banda en el país, solo detrás de «What Makes You Beautiful». Simultáneamente, se convirtieron en el segundo acto del 2012 en tener dos canciones dentro del top 10 de la lista Australian Singles Chart, detrás de Flo Rida. Semanas después, la ARIA acreditó al sencillo con cuatro discos de platino por la venta de 280 000 copias. Por su parte, en Nueva Zelanda alcanzó la posición número dieciséis, una semana antes de salir del conteo. Luego, recibió un disco de oro por parte de la RIANZ, ya que se vendieron 75 000 copias en el país. En el Reino Unido llegó hasta la novena posición del UK Singles Chart, mientras que en Irlanda alcanzó la número seis.
En los Estados Unidos, alcanzó el puesto número treinta y nueve en el Billboard Hot 100, el quince en Pop Songs, el treinta y tres en Digital Songs y el cuarenta y cinco en Radio Songs. Para finales de enero de 2013, había vendido un total de 1 305 000 copias en todo el territorio.

## Promoción

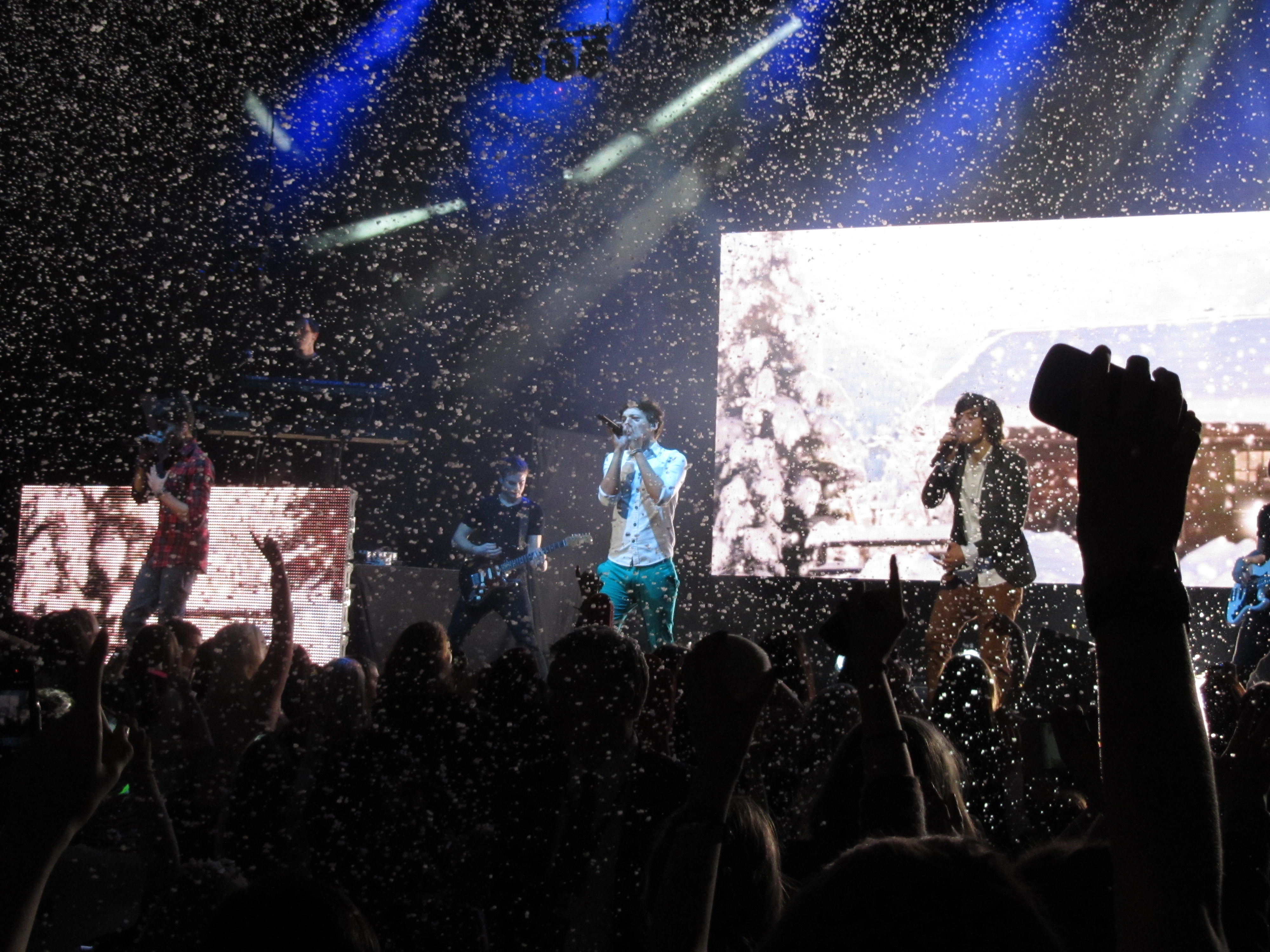
La banda interpretando «One Thing» en el Clyde Auditorium de Glasgow el 14 de enero de 2012.

### Vídeo musical
El vídeo musical de «One Thing» fue filmado el 28 de noviembre de 2011 en Londres, Reino Unido, y dirigido por Declan Whitebloom, quien ha dirigido vídeos para artistas como Taylor Swift. A principios de diciembre de 2011, se filtraron unas imágenes de Harry Styles siendo perseguido por un auto que era conducido por Liam Payne y Louis Tomlinson. En una entrevista con Capital FM, Styles contó su experiencia al grabarlo, diciendo que: «Fue increíble. Fue, literalmente, nosotros siendo unos idiotas alrededor de Londres durante un día y lo filmamos». Finalmente, se lanzó el 13 de enero de 2012 en la cuenta oficial de la banda en YouTube. El vídeo comienza con la banda en unas escaleras filmando la primera parte del vídeo. Seguidamente, se muestran escenas intercaladas de ellos jugando en una colina y un parque con pelotas, autos de juguete y bicicletas. Después todos suben a un bus de color rojo y empiezan a recorrer toda la ciudad de Londres. Al instante llegan a una plaza en donde tocan sus guitarras y se toman fotos con sus seguidoras. Al caer la noche, cantan por última vez la canción en otra plaza y juegan en un sofá. El videoclip termina con el bus rojo pasando por un puente. Para agosto de 2013, recibió más de 260 millones de reproducciones. El vídeo obtuvo una nominación a los premios MuchMusic Video Awards 2012 en la categoría de mejor vídeo de un grupo internacional, pero perdió ante «Sexy and I Know It» del dúo LMFAO.

### Interpretaciones en directo
El 4 de diciembre de 2011, se presentaron en The Jingle Bell Ball 2011 para interpretar sus tres primeros sencillos: «Gotta Be You», «One Thing» y «What Makes You Beautiful». El 12 de marzo de 2012, One Direction asistió al programa matutino estadounidense Today Show para presentar el tema. También lo presentaron en Saturday Night Live el 31 de marzo. El 18 de abril, asistieron a los premios Logie para interpretar «What Makes You Beautiful» y «One Thing». El 6 de septiembre, One Direction interpretó la canción en los MTV Video Music Awards de 2012. El 10 de noviembre fueron al programa The Ellen DeGeneres Show para interpretarla nuevamente junto a «What Makes You Beautiful», «Live While We're Young» y «Little Things». Ha sido interpretada por el quinteto en sus giras Up All Night Tour, Take Me Home Tour y Where We Are Tour.

## Formatos
- Descarga digital

| «One Thing» — Sencillo |                                         |          |  |
| N.º                    | Título                                  | Duración |  |
| 1.                     | «One Thing»                             | 3:17     |  |
| 2.                     | «I Should Have Kissed You»              | 3:33     |  |
| 3.                     | «One Thing» (Versión acústica)          | 3:03     |  |
| 4.                     | «One Thing» (Versión acústica en vídeo) | 3:08     |  |

## Posicionamiento en listas

### Semanales
| Australia         | Australian Singles Chart  | 3  |
| Bélgica (Flandes) | Ultratop 50               | 37 |
| Bélgica (Valonia) | Ultratip 50               | 45 |
| Canadá            | Canadian Hot 100          | 17 |
| Escocia           | Scottish Singles Chart    | 8  |
| Eslovaquia        | Radio Top 100 Chart       | 45 |
| Estados Unidos    | Billboard Hot 100         | 39 |
| Estados Unidos    | Pop Songs                 | 15 |
| Estados Unidos    | Digital Songs             | 33 |
| Estados Unidos    | Radio Songs               | 45 |
| Francia           | French Singles Chart      | 91 |
| Hungría           | Rádiós Top 40             | 4  |
| Irlanda           | Irish Singles Chart       | 6  |
| Nueva Zelanda     | New Zealand Singles Chart | 16 |
| Países Bajos      | Dutch Top 40              | 72 |
| Reino Unido       | UK Singles Chart          | 9  |

### Certificaciones
| País           | Organismo certificador | Certificación | Unidades certificadas | Ref.   |
| -------------- | ---------------------- | ------------- | --------------------- | ------ |
| Australia      | ARIA                   | 5× Platino    | 350 000               | [ 15 ] |
| Canadá         | CRIA                   | 3× Platino    | 240 000               | [ 39 ] |
| Dinamarca      | IFPI — Dinamarca       | Oro (ST)      | 30 000                | [ 40 ] |
| Estados Unidos | RIAA                   | Platino       | 1 000                 | [ 41 ] |
| Italia         | FIMI                   | Oro           | 15 000                | [ 42 ] |
| Noruega        | IFPI — Noruega         | 3× Platino    | 30 000                | [ 43 ] |
| Nueva Zelanda  | RIANZ                  | Oro           | 7500                  | [ 17 ] |
| Reino Unido    | BPI                    | Oro           | 400 000               | [ 44 ] |

### Anuales
| Australia | Australian Singles Chart | 21 |

## Premios y nominaciones
«One Thing» ha recibido distintas nominaciones en algunas ceremonias de premiación, así como algunos reconocimientos. A continuación, una lista con las candidaturas del sencillo:
| Año  | Ceremonia de premiación      | Premio                                  | Resultado | Ref.   |
| ---- | ---------------------------- | --------------------------------------- | --------- | ------ |
| 2012 | BBC Radio 1 Teen Awards      | Mejor sencillo británico                | Ganador   | [ 8 ]  |
| 2012 | MuchMusic Video Awards       | Vídeo del año de un grupo internacional | Nominado  | [ 7 ]  |
| 2013 | Myx Music Awards             | Vídeo internacional favorito            | Ganador   | [ 46 ] |
| 2013 | Kids Choice Awards Australia | Canción favorita de los australianos    | Ganador   | [ 47 ] |